# Quattro Giorni di Dunkerque 1997
La Quattro Giorni di Dunkerque 1997, quarantatreesima edizione della corsa, si svolse dal 6 all'11 maggio su un percorso di 977 km ripartiti in 7 tappe, con partenza a Boulogne-sur-Mer e arrivo a Dunkerque. Fu vinta dal belga Johan Museeuw della Mapei-GB davanti al suo connazionale Frank Vandenbroucke e all'italiano Daniele Contrini.

## Tappe
| Tappa  | Data      | Percorso                                            | km    | Vincitore di tappa     | Leader cl. generale |
| ------ | --------- | --------------------------------------------------- | ----- | ---------------------- | ------------------- |
| 1ª     | 6 maggio  | Boulogne-sur-Mer > Boulogne-sur-Mer                 | 152,5 | Wilfried Peeters       | Wilfried Peeters    |
| 2ª     | 7 maggio  | Montigny-en-Gohelle > Montigny-en-Gohelle           | 184   | Robbie McEwen          | Wilfried Peeters    |
| 3ª     | 8 maggio  | Roost-Warendin > Roost-Warendin                     | 93,2  | Philippe Gaumont       | Wilfried Peeters    |
| 4ª     | 8 maggio  | Roost-Warendin > Roost-Warendin (cron. individuale) | 14,2  | Johan Museeuw          | Johan Museeuw       |
| 5ª     | 9 maggio  | Amiens > Gravelines                                 | 175,5 | Jeroen Blijlevens      | Johan Museeuw       |
| 6ª     | 10 maggio | Loon-Plage > Loon-Plage                             | 181   | Daniele Contrini       | Johan Museeuw       |
| 7ª     | 11 maggio | Grande-Synthe > Dunkerque                           | 177   | Džamolidin Abdužaparov | Johan Museeuw       |
| Totale | Totale    | Totale                                              | 977   |                        |                     |

## Dettagli delle tappe

### 1ª tappa
- 6 maggio: Boulogne-sur-Mer > Boulogne-sur-Mer – 152,5 km

| Pos. | Corridore        | Squadra  | Tempo    |
| ---- | ---------------- | -------- | -------- |
| 1    | Wilfried Peeters | Mapei-GB | 3h29'23" |
| 2    | Nico Mattan      | Mapei-GB | s.t.     |
| 3    | Andrei Tchmil    | Lotto    | s.t.     |

| Pos. | Corridore        | Squadra  | Tempo    |
| ---- | ---------------- | -------- | -------- |
| 1    | Wilfried Peeters | Mapei-GB | 3h29'13" |
| 2    | Nico Mattan      | Mapei-GB | a 4"     |
| 3    | Andrei Tchmil    | Lotto    | a 6"     |

### 2ª tappa
- 7 maggio: Montigny-en-Gohelle > Montigny-en-Gohelle – 184 km

| Pos. | Corridore              | Squadra  | Tempo    |
| ---- | ---------------------- | -------- | -------- |
| 1    | Robbie McEwen          | Rabobank | 4h25'42" |
| 2    | Džamolidin Abdužaparov | Lotto    | s.t.     |
| 3    | Jaan Kirsipuu          | Casino   | s.t.     |

| Pos. | Corridore        | Squadra  | Tempo    |
| ---- | ---------------- | -------- | -------- |
| 1    | Wilfried Peeters | Mapei-GB | 7h54'55" |
| 2    | Nico Mattan      | Mapei-GB | a 4"     |
| 3    | Andrei Tchmil    | Lotto    | a 6"     |

### 3ª tappa
- 8 maggio: Roost-Warendin > Roost-Warendin – 93,2 km

| Pos. | Corridore            | Squadra     | Tempo    |
| ---- | -------------------- | ----------- | -------- |
| 1    | Philippe Gaumont     | Cofidis     | 2h31'03" |
| 2    | Jeroen Blijlevens    | TVM         | s.t.     |
| 3    | Michael Van der Wolf | Foreldorado | s.t.     |

| Pos. | Corridore        | Squadra  | Tempo     |
| ---- | ---------------- | -------- | --------- |
| 1    | Wilfried Peeters | Mapei-GB | 10h25'58" |
| 2    | Nico Mattan      | Mapei-GB | a 4"      |
| 3    | Andrei Tchmil    | Lotto    | a 6"      |

### 4ª tappa
- 8 maggio: Roost-Warendin > Roost-Warendin (cron. individuale) – 14,2 km

| Pos. | Corridore           | Squadra  | Tempo  |
| ---- | ------------------- | -------- | ------ |
| 1    | Johan Museeuw       | Mapei-GB | 17'15" |
| 2    | Léon van Bon        | Rabobank | a 18"  |
| 3    | Frank Vandenbroucke | Mapei-GB | a 21"  |

| Pos. | Corridore           | Squadra  | Tempo     |
| ---- | ------------------- | -------- | --------- |
| 1    | Johan Museeuw       | Mapei-GB | 10h43'35" |
| 2    | Frank Vandenbroucke | Mapei-GB | a 14"     |
| 3    | Nico Mattan         | Mapei-GB | a 22"     |

### 5ª tappa
- 9 maggio: Amiens > Gravelines – 175,5 km

| Pos. | Corridore              | Squadra | Tempo    |
| ---- | ---------------------- | ------- | -------- |
| 1    | Jeroen Blijlevens      | TVM     | 4h15'10" |
| 2    | Džamolidin Abdužaparov | Lotto   | s.t.     |
| 3    | Frédéric Moncassin     | Gan     | s.t.     |

| Pos. | Corridore           | Squadra  | Tempo     |
| ---- | ------------------- | -------- | --------- |
| 1    | Johan Museeuw       | Mapei-GB | 14h58'40" |
| 2    | Frank Vandenbroucke | Mapei-GB | a 19"     |
| 3    | Nico Mattan         | Mapei-GB | a 27"     |

### 6ª tappa
- 10 maggio: Loon-Plage > Loon-Plage – 181 km

| Pos. | Corridore           | Squadra    | Tempo    |
| ---- | ------------------- | ---------- | -------- |
| 1    | Daniele Contrini    | Brescialat | 4h25'27" |
| 2    | Frank Vandenbroucke | Mapei-GB   | s.t.     |
| 3    | Andrei Tchmil       | Lotto      | s.t.     |

| Pos. | Corridore           | Squadra    | Tempo     |
| ---- | ------------------- | ---------- | --------- |
| 1    | Johan Museeuw       | Mapei-GB   | 14h58'40" |
| 2    | Frank Vandenbroucke | Mapei-GB   | a 11"     |
| 3    | Daniele Contrini    | Brescialat | a 21"     |

### 7ª tappa
- 11 maggio: Grande-Synthe > Dunkerque – 177 km

| Pos. | Corridore              | Squadra  | Tempo    |
| ---- | ---------------------- | -------- | -------- |
| 1    | Džamolidin Abdužaparov | Lotto    | 4h00'16" |
| 2    | Jaan Kirsipuu          | Casino   | s.t.     |
| 3    | Jans Koerts            | Rabobank | s.t.     |

| Pos. | Corridore           | Squadra    | Tempo     |
| ---- | ------------------- | ---------- | --------- |
| 1    | Johan Museeuw       | Mapei-GB   | 23h24'25" |
| 2    | Frank Vandenbroucke | Mapei-GB   | a 11"     |
| 3    | Daniele Contrini    | Brescialat | a 21"     |

## Classifiche finali

### Classifica generale
| Pos. | Corridore           | Squadra                   | Tempo     |
| ---- | ------------------- | ------------------------- | --------- |
| 1    | Johan Museeuw       | Mapei-GB                  | 23h24'25" |
| 2    | Frank Vandenbroucke | Mapei-GB                  | a 11"     |
| 3    | Daniele Contrini    | Brescialat-Oyster         | a 21"     |
| 4    | Andrei Tchmil       | Lotto-Mobistar-Isoglass   | a 25"     |
| 5    | Christophe Mengin   | FDJ                       | a 1'11"   |
| 6    | Wladimir Belli      | Brescialat-Oyster         | a 1'27"   |
| 7    | Nico Mattan         | Mapei-GB                  | a 2'08"   |
| 8    | Léon van Bon        | Rabobank                  | a 2'13"   |
| 9    | Arturas Kasputis    | Casino-C'est votre équipe | a 2'24"   |
| 10   | Michelangelo Cauz   | Aki-Safi                  | a 2'36"   |